# The Art of Storytelling
The Art of Storytelling è il quarto e ultimo album del rapper statunitense Slick Rick, pubblicato il 25 maggio 1999. Sulle produzioni ci sono, tra gli altri, anche DJ Clark Kent e Kid Capri. L'album presenta i featuring di Nas, Ed Lover, Rev Run, Redman, OutKast, Snoop Dogg e Raekwon.
The Art of Storytelling è l'album di Slick Rick che ottiene il maggior successo nelle classifiche statunitensi, raggiungendo l'ottavo posto nella Billboard 200 e il primo nella classifica dei Top R&B/Hip-Hop Albums, venendo anche certificato come disco d'oro dalla RIAA a un mese dalla sua uscita.
L'album riceve un plauso unanime dalla critica: Spin assegna un punteggio di 7/10, Entertainment Weekly attribuisce all'album una "B+", Robert Christgau una "A-", mentre Rolling Stone e AllMusic gli assegnano quattro stelle su cinque.
| Recensione           | Giudizio   |
| -------------------- | ---------- |
| AllMusic             | [ 8 ]      |
| Robert Christgau     | A-         |
| Entertainment Weekly | B+         |
| Rolling Stone        | [ 7 ]      |
| The Source           | [ 9 ]      |
| Billboard            | favorevole |
| Vibe                 | favorevole |
| Spin                 | [ 4 ]      |
| USA Today            | [ 10 ]     |
| The Washington Post  | favorevole |

## Tracce
1. Jail Skit (featuring Ed Lover, Redman & Rev Run) – 1:20 (musica: Bimmy Antney)
2. Kill Niggaz – 2:50 (musica: Clark Kent)
3. Street Talkin' (featuring Big Boi) – 3:41 (musica: Jazze Pha)
4. Me & Nas Bring It to Your Hardest (featuring Nas) – 2:36 (musica: Trackmasters Entertainment, Qur'an Goodman)
5. I Own America (Part 1) – 3:09 (musica: Clark Kent, Tyrone Fyffe)
6. Bugsy Radio Skit (featuring Bugsy) – 0:19 (musica: Bimmy Antney)
7. Who Rotten' Em – 3:28 (musica: Nod)
8. 2 Way Street – 3:33 (musica: Clark Kent)
9. King Piece In The Chess Game (featuring Canibus) – 3:20 (musica: Tyrone Fyffe)
10. Trapped In Me – 3:42 (musica: Rashad Smith)
11. Impress The Kid (featuring DJ S&S) – 3:34 (musica: DJ S&S)
12. Q-Tip & Peter Gunz Skit (featuring Q-Tip & Peter Gunz) – 0:35 (musica: Bimmy Antney)
13. I Run This – 4:09 (musica: Rev Run, Raymond Deal)
14. Frozen (featuring Raekwon) – 3:12 (musica: Thomas Rusiak, Bimmy Antney)
15. Why, Why, Why – 3:23 (musica: Clark Kent, Slick Rick)
16. Adults Only – 4:16 (musica: Dame Grease)
17. Memories – 4:06 (musica: Clark Kent)
18. Unify (featuring Kid Capri & Snoop Dogg) – 3:59 (musica: Kid Capri)
19. Bugsy Radio Skit (featuring Bugsy) – 0:18 (musica: Bimmy Antney)
20. I Own America (Part 2) – 3:30 (musica: Bimmy Antney, Colleone & Webb)
21. CEO Outro – 0:05 (musica: Slick Rick)

Tracce bonus
1. We Turn It On (featuring Doug E. Fresh) – 3:35 (musica: Vada Nobles)
2. La Di Da Di (Live) (featuring Doug E. Fresh) – 4:37 (musica: Slick Rick)
3. The Show Live (featuring Doug E. Fresh) – 6:09 (musica: Slick Rick)

## Classifiche

### Classifiche settimanali
| Classifica (1999)         | Posizione massima |
| ------------------------- | ----------------- |
| Stati Uniti               | 8                 |
| US Top R&B/Hip-Hop Albums | 1                 |

### Classifiche di fine anno
| Classifica (1999)         | Posizione massima |
| ------------------------- | ----------------- |
| Stati Uniti               | 171               |
| US Top R&B/Hip-Hop Albums | 54                |